# Burg Stein (Thüringen)

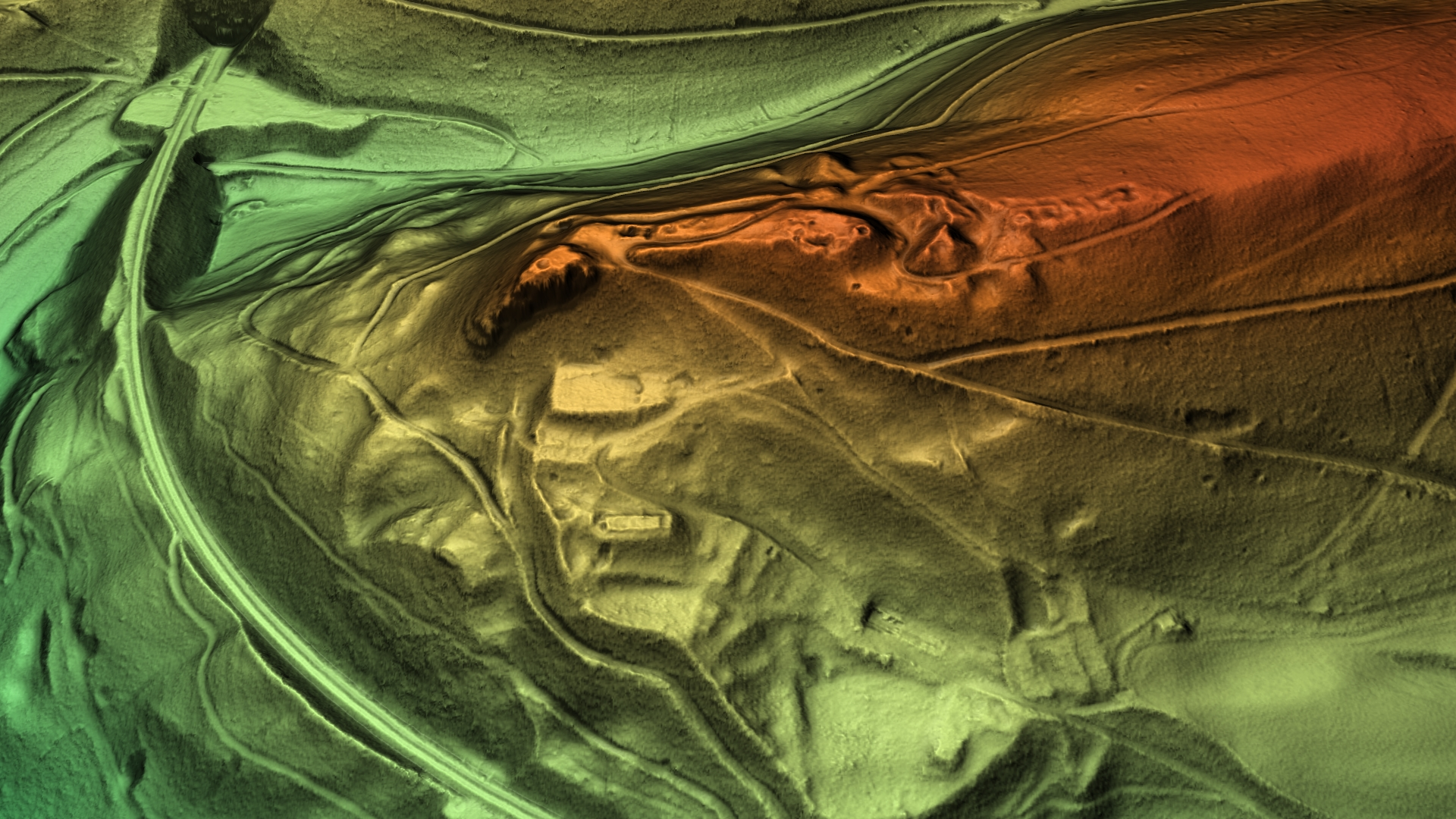
3D-Ansicht des digitalen Geländemodells

Die Burg Stein ist eine abgegangene Höhenburg auf 401 m ü. NN in Nordwestthüringen oberhalb des Orts Lengenfeld unterm Stein im Unstrut-Hainich-Kreis.

## Geographische Lage
Die Burg Stein befand sich auf dem Schlossberg unmittelbar nordwestlich von Lengenfeld etwa 15 km westlich von Mühlhausen und 10 km östlich der hessischen Kreisstadt Eschwege. Der komplett bewaldete Schlossberg (401,9 m) ist ein spornartiger Ausläufer der obereichsfelder Muschelkalkplatte am Uhlenstein (460,8 m). Die Burganlage selbst lag auf der äußersten Südwestspitze des Berges, die steilen Berghänge führen ins Effeldertal im Südosten, Friedatal im Süden und Bilztal im Nordwesten und Norden. Südlich am Fuße des Berges verläuft die Eisenbahnstrecke der ehemaligen Kanonenbahn, die heute als Draisinenstrecke genutzt wird und das im 18. Jahrhundert erbaute Schloss Bischofstein.
Von einer kleinen Abbruchkante an der Unteren Burg hat man eine Aussicht übers Friedatal bis zur Plesse und den Hülfensberg.

## Geschichte
Das Gebiet um die Burg Stein war im Mittelalter eng mit der Windischen Mark verbunden, gehörte zur Germarmark und geriet somit in Besitzansprüche zwischen den Landgrafen von Thüringen und den Grafen von Northeim und nachfolgend zwischen den Landgrafen von Hessen, den Herzögen von Braunschweig und den Mainzer Erzbischöfen. Besitzer der Gegend im 11. Jahrhundert waren die Gisonen; mit dem Tode von Hedwig von Gudensberg fiel das Erbe der Gisonen 1148 an ihren Ehemann Ludwig, den Landgrafen von Thüringen.
Die Burg wurde vermutlich Anfang des 12. Jahrhunderts erbaut, die Größe der Anlage aber lässt eine ältere befestigte Vorgängeranlage aus dem 10./11. Jahrhundert vermuten. Schriftlich erwähnt wurde sie als Burg erstmals 1298 als castrum Steyn. Anfangs erscheint nur der Name „Stein“, der aber auch bei anderen Burgen in Westthüringen und Nordosthessen vorkommt (Schloss Altenstein) und deshalb nicht immer der später Bischofstein genannten Burg zuzuordnen ist. Aber schon vorher weisen einige Urkunden auf die Burg hin.
Wahrscheinlich wohnte bereits ein Tuto de Lapide 1234 auf dem Felsen über Lengenfeld. 1269 wird in einer Verkaufsurkunde über 4 Hufen Wald bei Gozrode der Pfarrer von Lapide als Zeuge erwähnt, dabei kann es sich nur um den Pfarrer der Kirche der Stadt Stein gehandeldt haben. Mitte des 13. Jahrhunderts muss die Burg bereits im Besitz von Kurmainz gewesen sein, denn Erzbischof Gerhard I. von Mainz übertrug 1251 die Burg dem Edelherren Gottschalk von Plesse zur Bewachung und Verwaltung aller Zubehörungen. Im Zusammenhang mit dem Thüringisch-hessischen Erbfolgekrieg (1247 bis 1264) brachten die Herzöge von Braunschweig mehrere Orte im Werratal in ihren Besitz, darunter auch die Burg Stein. Nach dem Tod des Erzbischofs Gerhard (1251–1259) musste Gottschalk von Plesse die Burg an Herzog Albrecht von Braunschweig verkaufen. In einem Vertrag von 1264 musste der Herzog acht befestigte Plätze im Werratal an den hessischen Landgrafen Heinrich I. abtreten, nicht aber die Burg Stein. Der nachfolgende Erzbischof Werner (1259–1284) habe die Burg ebenfalls zurückgefordert, aber nicht erhalten.
1282 wurde ein Hugo als advocatus in Lapide erwähnt und 1288 ein Verwalter Arno von Heimberg; sie waren somit braunschweigische Amtleute. 1298 gelobten Landgraf Dietrich von Thüringen und Graf Bertold von Henneberg dem Erzbischof und Kurfürsten Gerhard (1288–1305) von Mainz mit Hilfe des Königs, Herzog Albrecht zum Verzicht auf Thüringen und die Burg Stein zu veranlassen. Im Jahr 1305 kam es zu einem Vertrag zwischen den Gefolgsleuten Herzogs Albrecht von Braunschweig und des Landgrafen von Thüringen. Dabei erhielt der braunschweigische Vasall Hildebrand von Hardenberg den Stein zu Lehen. Da die Brüder Bernhard und Hildebrand von Hardenberg 1321 als kurmainzische Amtleute auf dem Rusteberg eingesetzt wurden, wurden sie somit auch Dienstleuten des Erzbischofs. Daher verkauften Hildebrand und Johann (Ritter) und Bernhard (Edelknecht) von Hardenberg 1326 die Burg Stein mit allen Zubehörungen für 2300 Mark reines Silber an Erzbischof Matthias von Buchegg, der somit wieder in den Besitz der Burg gelangte. Bei dieser Gelegenheit wird auch das oppidum (Städtchen, Burgflecken) erwähnt, dessen Reste sich als Stadtwüstung unterhalb der Burg im Gelände erhalten haben.
Erzbischof Baldewin von Luxemburg musste 1336 (und 1341) die Burgen Stein (vermutlich nur die Oberburg) und Großengottern dem Landgrafen Friderich von Thüringen wegen offener Schulden verpfänden.
Die Herzöge von Braunschweig erhoben ebenfalls mehrfach Anspruch auf den Besitz der Burg Stein als ihr Gisonisches Erbe. In einem Güterverzeichnis von 1358 wird das Gebiet der Windischen Mark mit allen Dörfern und Wüstungen aufgezählt. Ab dem 15. Jahrhundert wurde der Name Bischofstein gebräuchlich. Im 17. Jahrhundert verfiel die Burganlage, wurde aber noch als Amtssitz benutzt.
Im 18. Jahrhundert wurde das heutige Schloss Bischofstein aus den Mauerresten der Burgruine Stein erbaut. Der Ort Lengenfeld unterm Stein hat seinen Namen von der Burg Stein. Auch ein in der Nähe liegender Felsvorsprung trägt den Namen „Stein“.

### Burgmänner und Vögte
Von den Besitzern der Burg wurden Burgmannen oder Vögte zur Verwaltung von Burg und Gerichtsbezirk eingesetzt. Da die Burg zeitweise auch zwei oder mehrere Besitzer gleichzeitig hatte bzw. Anteile verpfändet waren, wohnten häufig auch mehrere Burgherren und Dienstleute zur gleichen Zeit auf dem Stein (auf der Oberburg und der Unteren Burg oder in der Stadt). Folgende Amtmänner, Vögte und Burgmannen sind nachweisbar:
- 1184 Berengar II., ein Bruder von Graf Ludwig III. von Lohra
- 1251, 1259 Gottschalk von Plesse (Kurmainzer Vogt)
- 1272 Tuto de Lapide (Vogt)
- 1282 Hugo von Stein (Braunschweigischer Vogt), danach Ritter in Mühlhausen
- 1286, 1288 Arno von Heimberg (Braunschweigischer Verwalter)
- 1293 Otto von Ershausen (Burgmann)
- 1304 Hildebrand von Hardenberg (Braunschweigischer Vasall) kauft Burg Stein (Vogt Konrad Arnold (Hardenbergscher Burgmann))
- 1321 Bernhard de Lapide (Amtmann)
- 1321 Hildebrand und Bernhard von Hardenberg (Mainzische? Officiates zu Rusteberg und Stein)
- 1329, 1336 Apeln von Ershausen (Burgmann)
- 1339 Edelknecht Heinrich von Hanstein (Pfandbesitz mit 1/2 Burg)
- 1336 Dietrich und Hermann von Heringen (Erbburgmänner zum Stein)
- 1342 Apel von Proyse, Beringer von Schonrestete, Reinhard Koidil (Pfandbesitz mit 1/4 der Burg)
- 1342 Bertold von Worbis und Johann von Wintzingerode, Vögte zu Rusteberg erhalten die halbe Burg zum Pfand[13]
- 1345 Ulrich von Nezze mit Sohn Hugo (castrenses)
- 1350 Reinhard Keudel
- 1357, 1359, Bernhard von Bynsforte (Amtmann) und 1363 Heinrich von Bynsforte (Vogt)
- 1358 Johannes Tene, Burgmann des Markgrafen von Meißen
- 1360 Eckert von Proyse neben anderen Rittern, Wilhelm und Heinrich von Doringenberge (Erbburgmänner)
- 1364 Heinrich von Dingelstädt (Vogt)
- 1364 Marold von Töpfer (Dopphirn)[14]
- 1364 (nach?) Heinrich und Johann von Nazza (von der Necze)[15]
- 1364 (nach?) Bertold von Volkerode, sein Vater und seine Brüder[16]
- 1367 Otto und Johann von Ershausen (Erbburglehen auf der unteren Burg), 1377 Otto von Ershausen (Vogt)
- 1378, 1381 Siegfried von Bültzingslöwen (Vogt), (die von Bültzingsleben erhalten die halbe Burg bis 1574 als Pfand)
- 1381 Gebrüder Eckard, Heinrich, Herdein und Appel von Proyse
- 1385: Helfrich von Schwarzenberg (mainzischer Teil)
- danach Ulrich von Nesse, Herren von Volkerode, von Harstall
- 1420 Herren von Ershausen (auf der unteren Burg)
- 1423, 1425 Thile von Westernhagen (Amtmann)
- 1423, 1459 Siegfried von Bültzingsleben (Amtmann)
- 1476 Herren von Hanstein übernehmen den Ershäuser Anteil
- 1525 die Mainzische Hälfte wird vom Vogt zu Rusteberg mit verwaltet
- 1526 Georg Widemann (Bültz. Vogt)
- 1539–1561 Cuntz Gutjahr (Mainz. Vogt)
- 1561–1574 Thomas Thunhose (Mainz. Vogt)
- 1561, 1566, 1571 Frantz Poppe (Bültz. Vogt)
- ab 1574 nur noch Mainzische Vögte des Amtes Bischofstein

### Stadt Stein

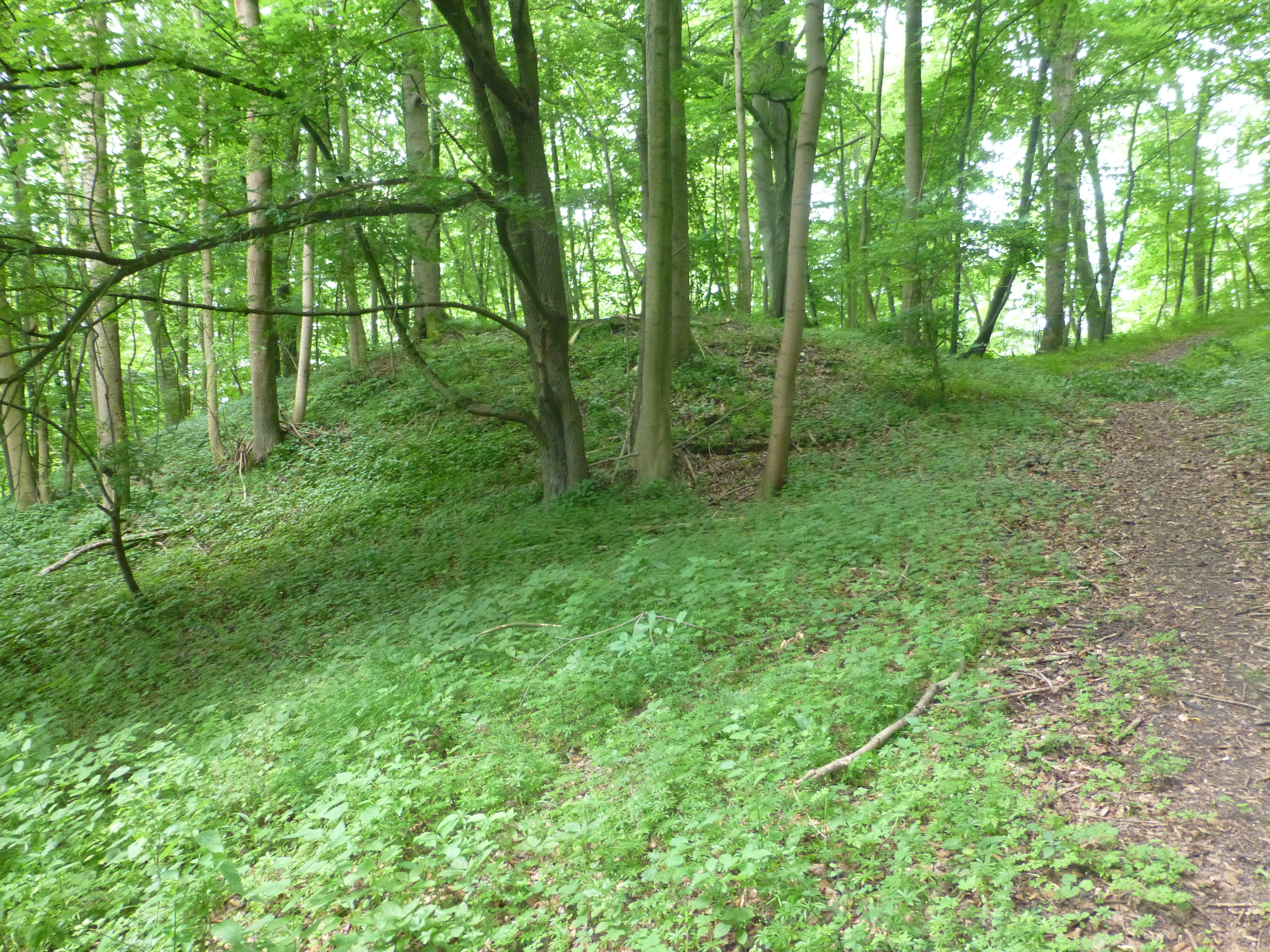
Standort der St. Georgskapelle innerhalb der Wüstung Stein

Am Fuße des Burgberges befand sich eine befestigte Siedlung, die vermutlich der Versorgung der Burg gedient hat. Die Siedlung war mit einer Mauer und Graben umgeben und direkt mit der Burg verbunden. Auf Grund der Hanglage unterhalb der Burg war die Bebauung auf Terrassen angelegt worden. Das „Oppidum“ war aber sicher keine Stadt im rechtlichen Sinne, sondern mehr ein befestigter Markt oder Wirtschaftshof. Archäologische Funde aus dem 13.–14. Jahrhundert befinden sich im Heimatmuseum Mühlhausen. Auf einem Plateau befand sich die St. Georgs-Kapelle, ein Schuttwall deutet auf eine Größe von 15 × 5 Meter, unterhalb folgt ein weiterer Ringwall eines möglichen Friedhofes. Bereits 1269 wurde ein Pfarrer Siegfried zu Lapide erwähnt. 1326 kauft der Erzbischof von Mainz Burg und Stadt Stein von den Rittern von Hardenberg.
1420 wird die Burg und Stadt zum letzten Mal erwähnt. Wann die Siedlung aufgegeben wurde, ist nicht bekannt. Die Kapelle war 1583 vermutlich nicht mehr vorhanden und wurde um 1600 wieder aufgebaut und 1611 eingeweiht, im Dreißigjährigen Krieg abermals zusammen mit der Burg zerstört. Im Jahre 1708 wird die Kapelle in Zusammenhang einer kirchlichen Handlung erwähnt, danach wurde sie wohl abgebrochen.
Unterhalb der Stadt am Fuße des Burgberges befand sich noch Ende des 16. Jahrhunderts ein Vorwerk, vermutlich zur landwirtschaften Versorgung der Burg. Im Friedatal  gehörte noch die Hagemühle zum Burgbezirk.

### Das kurmainzische Amt Bischofstein
Zum hochmittelalterlichen Burgbezirk gehörten 32 Dörfer, von denen 10 später wüst gefallen sind. Nachdem die Mainzer Erzbischöfe die Burg und den vermutlich verkleinerten Burgbezirk Stein erworben haben, wurde das kurmainzische Amt Bischofstein geschaffen. Zum Amt Bischofstein zählten schließlich die Dörfer Bebendorf, Diedorf, Döringsdorf, Ershausen, Faulungen, Geismar, Großbartloff, Heyerode, Hildebrandshausen, Katharinenberg, Krombach, Lehna, Misserode, Lengenfeld, Wilbich. 1583 wurden die Dörfer Frieda (ehemals eichsfeldisch) und Döringsdorf (ehemals hessisch) zwischen Kurmainz und dem hessischen Landgrafen getauscht. Weiterhin gehörten zum Amt Bischofstein unter anderem die heutigen Wüstungen Stadt Stein und Kubsdorf. Im 16. Jahrhundert wurde das Amt Bischofstein wegen der geteilten Besitzverhältnisse anteilig auch vom Rusteberg aus verwaltet. Ab dem 17. Jahrhundert wurde das benachbarte Amt Greifenstein mit dem Amt Bischofstein vereinigt und von hier aus mit verwaltet. Nach Errichtung des Schlosses Bischofstein wurde die Burg Bischofstein komplett aufgegeben und die Verwaltung des Amtes in das Schloss verlegt. Wo das Gericht gehalten wurde, ist nicht genau bekannt, eventuell im Bereich der Stadt Stein, der Galgen wurde am Kälberberg vermutet.
Amtsleute waren in den Anfangsjahren unter anderem die Herren von Hanstein und von Bültzingslöwen, von Volkerode und Harstall. In späteren Jahren wurden Beamte des Kurfürsten eingesetzt. Die Behörde setzte sich aus folgenden Personen zusammen: dem Amtsvogt, dem Amtsrichter, dem Amtsaktuar, dem Amtsschreiber und dem Amtspedell. Dem Amt oblag auch die niedere Gerichtsbarkeit, auf dem Bischofstein befand sich auch ein Gefängnis.
Bis zur Aufgabe der Burg Stein sind folgende Burgherren und Amtsvögte bekannt:

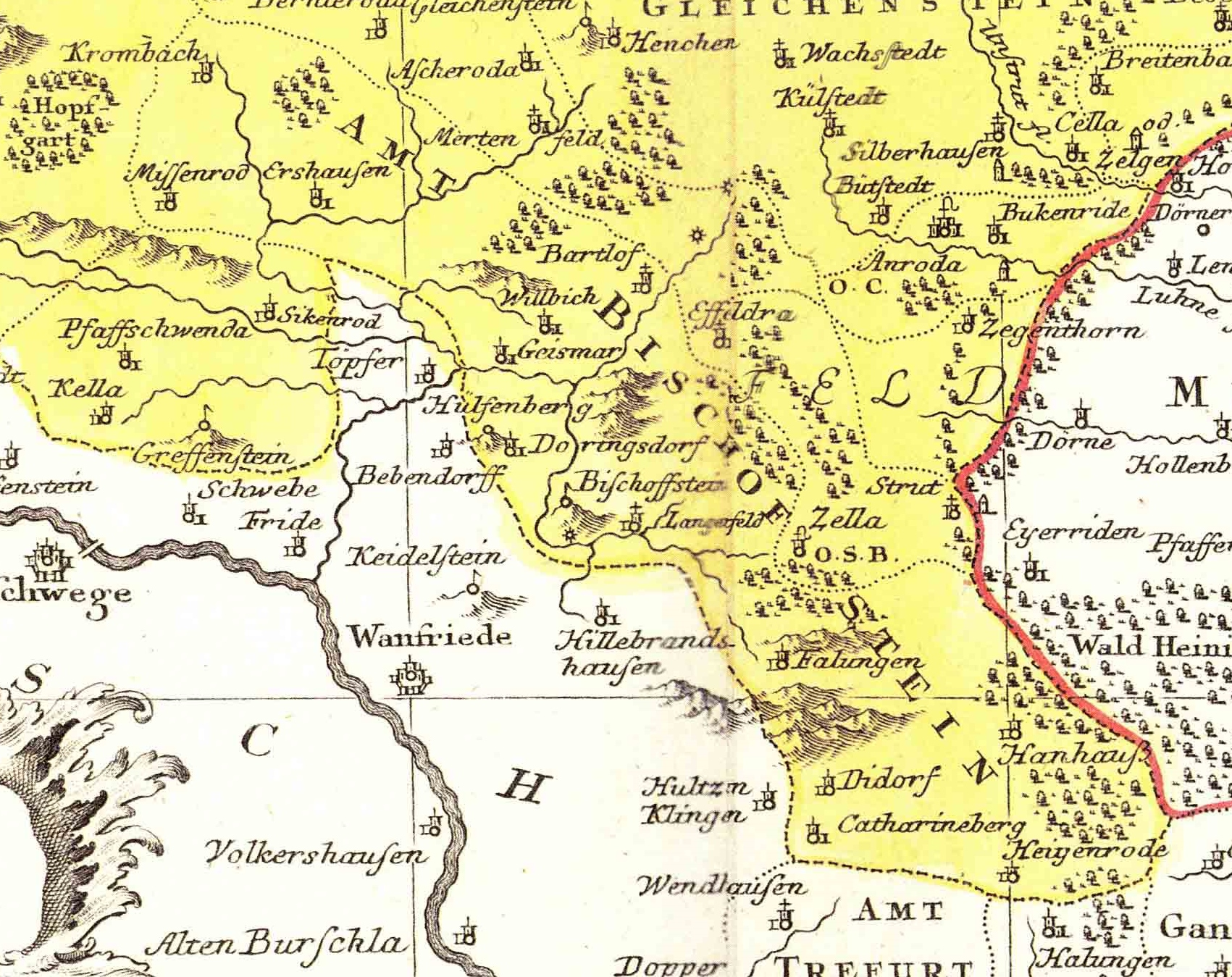
Das kurmainzische Amt Bischofstein im Jahr 1759

- 1532–1561 Kunz Gutjahr[21] (halbe Burgvogtei)
- 1561–1574 Thomas Thombose[21] (halbe Burgvogtei)
- 1574–1617 Philipp Falk[21] (ab 1574 immer die gesamte Burgvogtei)
- 1617–1635 Johann Rabhun[21]
- 1635–1660 Petrus Jodoci[21]
- 1661–1663 Johannes Jodoci[21]
- 1663–1675 Georg Wilhelm von Zwehl[21]
- 1675–1706 Urban Ignaz Glesener[21]
- 1708–1736 Karl Heinrich Helm[21]
- 1736–1749 Johann Anselm Helm[21]

## Bauliche Anlagen

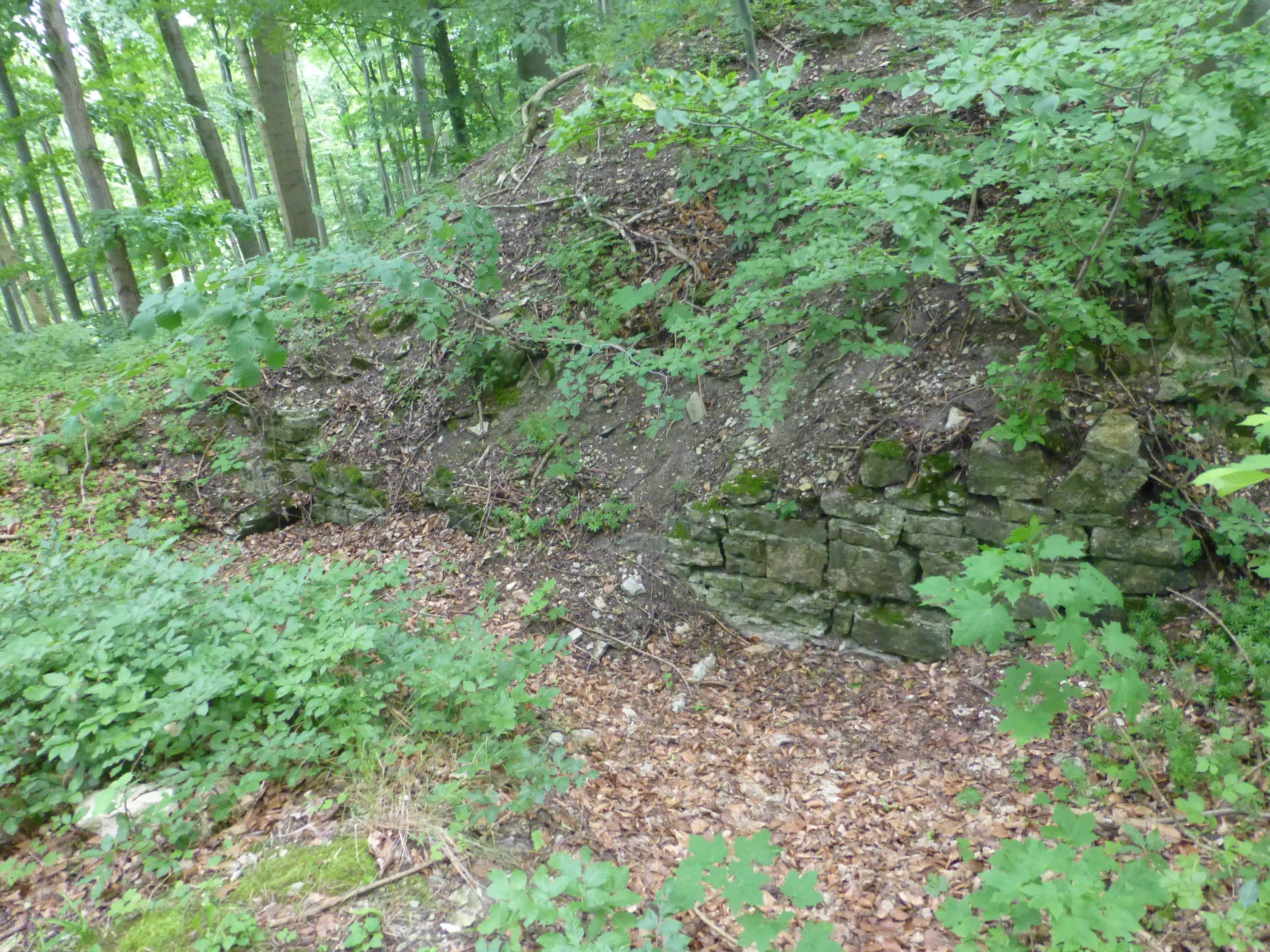
Geringe Mauerreste sind noch an verschiedenen Stellen des Burggeländes zu finden

Das Burggelände weist eine Länge von 140 m auf, die Breite schwankt zwischen 19 und 40 m und wird durch einen Graben geschützt. Das Gelände steigt dabei nach Osten hin an und teilte es zwei Burgteile: die Oberburg und die niedere Burg. Auf beiden Burgteilen hat je ein Turm gestanden, die als Senken im Gelände noch erkennbar sind. Eine historische Karte aus dem Ende des 16. Jahrhunderts und die Angaben des Amtsvogt Phillip Falk um 1600 zeigen noch weitere Bauten: das große Amtshaus stand auf der Oberburg und hatte 3 Etagen, davor ein Schuppen, ein Waschhaus und ein Back- und Malzhaus und im Bereich der Niederburg ein Pferdestall und festes Haus.
Anfang des 20. Jahrhunderts wurde ein Tonnenkeller unter dem Malshaus freigeräumt, der inzwischen aber verschwunden ist. Heute findet man nur noch minimale Mauerreste, Steine und Ziegelscherben im Burggelände, der Halsgraben ist dagegen noch gut erkennbar. Die Reste eines Rundturmes verweisen auf das 12. Jahrhundert. Archäologische Funde wurden in das Heimatmuseum Mühlhausen abgegeben.
Auch von der Siedlung Stein sind fast nur noch Spuren von Terrassen im Gelände nachweisbar. Von der ehemaligen Ringmauer ist nur noch teilweise ein Schuttwall erkennbar, ein möglicherweise umgebender Graben ist mehr sichtbar. Ein Schuttwall verweist auf einen rechteckigen Raum von 15 × 5 Meter der ehemaligen Georgskapelle, etwas tiefer nochmals ein kleiner Wall für den Friedhof. Neuzeitlich erfolgten Eingriffe durch den Bau der Eisenbahnstrecke und die Anlage eines Friedhofes für das Gut. Im Bereich des ehemaligen Vorwerks ist noch eine Brunnenanlage bekannt und besteht ein kleiner Teich.

## Adelsgeschlecht von Stein
Woher die Adelsfamilie von Stein stammte, ist nicht bekannt; ob der im Jahre 1139 erwähnte Poppo von Stein der hiesigen Burg Stein zugeordnet werden kann, ist nicht belegt. Da es in Hessen und Thüringen mehrere Burgen Stein gab, sind auch die Urkunden zu den Burgherren de Lapide nicht immer eindeutig einer Burg zuzuordnen. 1293 war ein Ritter Hugo von Stein als Burgvogt oder Ministeriale auf der Burg Stein eingesetzt. Darüber hinaus ist es möglich, das sich weitere Burgleute aus anderen Adelsfamilien nach der Burg benannten, auf der sie zeitweise wohnten. Sie besaßen Güter in Bickenriede, Anrode, Ammern, Aue (bei Eschwege) und Rumerode (bei Diedorf).
Das Wappen der von Lapide zeigt einen zweiköpfigen Adler durch ein Schwert in zwei Hälften geteilt. Dieses Wappen ist identisch mit den Wappen der Familien Arnstadt, Walsberg, Stotternheim und Mihla des 13. und 14. Jahrhunderts. Weitere Namensträger sind: (eine genaue Zuordnung zu einzelnen Adelsgeschlechtern ist nicht immer sicher möglich, da es im thür./hess. Grenzgebiet mehrere Burgen -stein gab)
- Tuto (dictus de lapide) (1272)[26][27]
- (der oben genannte) Hugo von Stein (siegelt 1282) mit Heinrich
- Adelheid (Frau von Hugo)
- Jutta (Schwester von Hugo) mit den Söhnen Heinrich und Ulrich
- Hugo und Lukardis (Eltern von Hugo)
- Eberhard von Stein (1289) ?, Propst in Dorla
- Heinrich von Stein (de Lapide 1294), Scholaster am Marienstift in Erfurt, ein Bruder von Hugo
- Valewen de Lapide (1301), Lehnsträger bei Eschwege